# Lisbon (álbum)
Lisbon es un álbum de estudio de la banda brasileña Angra, lanzado en 1998, poco antes del álbum Fireworks del mismo año. Se hizo un videoclip para la canción «Lisbon».
El sencillo cuenta con tres canciones: «Lisbon», que hace referencia a Lisboa, la capital de Portugal; la versión acústica de «Make Believe» del álbum Holy Land y la grabación original de «Angels Cry», que fue publicada en el álbum Reaching Horizons.

## Lista de canciones
1. Lisbon (Matos) - 5:13
2. «Make Believe» (Versión Acústica) (Bittencourt/Matos) - 5:53
3. «Angels Cry» (Versión Antigua) (Matos/Bittencourt) - 7:16

## Formación
- Andre Matos - Voces
- Kiko Loureiro - Guitarra
- Rafael Bittencourt - Guitarra
- Luís Mariutti - Bajo
- Ricardo Confessori - Batería